# 高工路
高工路為臺灣臺中市的重要道路之一，全路段位於南區境內。大致呈西—東向，西接文心南路，東過舊旱溪積善橋接大里區大明路。全長約1.4公里。

## 行經行政區域
- 南區

## 車道數
主線雙向兩車道，並保留雙向四車道路幅；部分路段雙向四車道。

## 本道路客運
臺中市市區公車
| 編號 | 業者       | 路線區間                         | 備註                               |
| 3    | 統聯客運   | 東山高中－高鐵臺中站             | 尖峰10~20分一班;離峰20~30分一班    |
| 33   | 台中客運   | 僑光科技大學－高鐵台中站         | 20~60分一班                        |
| 35   | 台中客運   | 僑光科技大學－南區區公所         | 尖峰10~15分一班；離峰15~20分鐘一班 |
| 53   | 統聯客運   | 太原車站－省議會                 | 尖峰10分一班；離峰15分鐘一班       |
| 58   | 全航客運   | 大慶活動中心－潭子甘蔗里活動中心 | 尖峰10分一班；離峰15分鐘一班       |
| 65   | 全航客運   | 南區區公所－潭雅神綠園道         | 20~40分一班                        |
| 73   | 統聯客運   | 統聯轉運站－莒光新城             | 尖峰5~10分一班；離峰20分鐘一班     |
| 281  | 中台灣客運 | 臺中車站－霧峰農工               | 往返各6班                          |

## 沿線設施
（由西到東）
- 大慶街黃昏市場
- 永興宮
- 臺中市私立僑泰高級中學

美村南路
- 南和路南和園道
- 臺中市立臺中工業高級中等學校

五權南路
綠川
舊旱溪